# Bétou
Bétou es una localidad de la República del Congo, constituida administrativamente como un distrito del departamento de Likouala en el noreste del país.
En 2011, el distrito tenía una población de 29 736 habitantes, de los cuales 14 654 eran hombres y 15 082 eran mujeres. Sin embargo, este dato oficial de población no es muy exacto, ya que en 2009 se asentaron en la zona más de sesenta mil refugiados de la República Democrática del Congo que huían del conflicto de Dongo de la provincia de Équateur.
La economía de la localidad se basa en una fábrica de madera para la construcción dependiente de una empresa italiana. Es la localidad urbana más septentrional del país.
Se ubica a orillas del río Ubangui en la frontera con la República Democrática del Congo, unos 200 km al norte de Impfondo sobre la carretera P45 que lleva a Bangui. Junto a la localidad se ubica en el río la isla de Bétou.